# Charles Garnier
Charles Garnier (6. listopadu 1825 v Paříži – 3. srpna 1898 tamtéž) byl francouzský architekt. Jeho nejvýznamnějším dílem je sídlo pařížské opery, která nese jeho jméno – Opéra Garnier.

## Život
Garnier pocházel z chudších poměrů. Po studiu architektury v Paříži, působil mimo jiné jako ilustrátor francouzského architekta Viollet-le-Duca. V roce 1848 Garnier vyhrál Římskou cenu. V letech 1849–1854 žil v Římě, kromě toho cestoval po Řecku a Turecku. V roce 1858 se Charles Garnier oženil s Louise Bary (* 1836). Manželský pár měl dvě děti. Syn Tony (1869–1948) se stal rovněž architektem a je považován spolu s Augustem Perretem za jednoho z nejvýznamnějších průkopníků moderny. Po návratu do Paříže se Garnier v roce 1858 zúčastnil soutěže na stavbu nového operního domu a překvapivě vyhrál. V soutěži o jednu z největších francouzských staveb 19. století zvítězil i nad svým bývalým učitelem Viollet-le-Ducem. Stavba byla zahájena v roce 1860 a byla dokončena po 15 letech. Práce na opeře již věnoval zbytek svého života.
Další jeho významnější práce jsou opera a Casino v Monte Carlu (1878–1879) a ve spolupráci s Gustavem Eiffelem observatoř na Mont-Gros (1885–1886). V roce 1874, krátce před dokončením stavby opery, udělil Francouzský institut Garnierovi místo ve III. sekci (architektura) francouzské Académie des Beaux-Arts.
Garnier je pochován v Paříži na hřbitově Montparnasse.